# Košice-Miskolc
Ne doit pas être confondu avec Central-European Tour Košice-Miskolc.
Košice-Miskolc est une course cycliste d'une journée courue en Hongrie et qui n'a eu lieu qu'en 2013. Elle faisait partie de l'UCI Europe Tour, en catégorie 1.2. Elle était par conséquent ouvert aux équipes continentales professionnelles, à des équipes nationales et à des équipes régionales ou de clubs. Les UCI ProTeams (première division) ne pouvaient pas y participer.

## Palmarès
| Année | Vainqueur    | Deuxième      | Troisième      |
| ----- | ------------ | ------------- | -------------- |
| 2013  | Michal Kolář | Sergiu Cioban | Vitaliy Popkov |